# ميهاي دوبريسكو
ميهاي دوبريسكو (بالرومانية: Mihai Dobrescu)‏ هو لاعب كرة قدم روماني في مركز الدفاع، ولد في 12 سبتمبر 1992 في Otopeni ‏ في رومانيا. لعب مع جامعة كلوج ونادي بياترا نيامتس.

## وصلات خارجية
- ميهاي دوبريسكو على موقع قاعدة بيانات كرة القدم.إي يو (الإنجليزية)
- ميهاي دوبريسكو على موقع Soccerway.com (الإنجليزية)